# Basilio Pérez Gallardo
Basilio Pérez Gallardo (Zacatecas, Zacatecas, 1817 - Ciudad de México, 5 de febrero de 1889), fue un político y escritor de ideología liberal y federalista mexicano.

## Biografía
Participó en las filas liberales durante la Revolución de Ayutla que terminó con el derrocamiento de Antonio López de Santa Anna. Fue diputado del Congreso Constituyente de 1856 a 1857 colaborando con Valentín Gómez Farías, Ponciano Arriaga y otros políticos liberales para la elaboración de la Constitución Federal de los Estados Unidos Mexicanos de 1857.
Destacó por su ideología federalista al defender la autonomía de los estados y al proclamarse en contra del centralismo. Trabajó con Miguel Auza, Agustín López Nava y Valentín Gómez Farías para establecer de forma clara los límites fronterizos entre los estados de Zacatecas y Coahuila modificando el territorio de su estado natal.  
Fue miembro honorario desde 1869, de la Sociedad Mexicana de Geografía y Estadística. Murió en la Ciudad de México, el 5 de febrero de 1889, fue sepultado en la Rotonda de las Personas Ilustres.

## Escritos
- Breve reseña de los sucesos de Guadalajara y de las lomas de Calderón ó Diario de las operaciones y movimientos del Ejército Nacional en 1861.
- Cuadro estadístico de la revisión territorial de la República Mexicana en Distritos Electorales en 1873.
- Opiniones de los constituyentes y de José María Iglesias sobre los artículos 16 y 101 de la Constitución en 1874.
- La soberanía de los estados en 1874.
- Martirología de los defensores de la Independencia de México 1863 - 1867 en 1875.